# Nhà trên cây

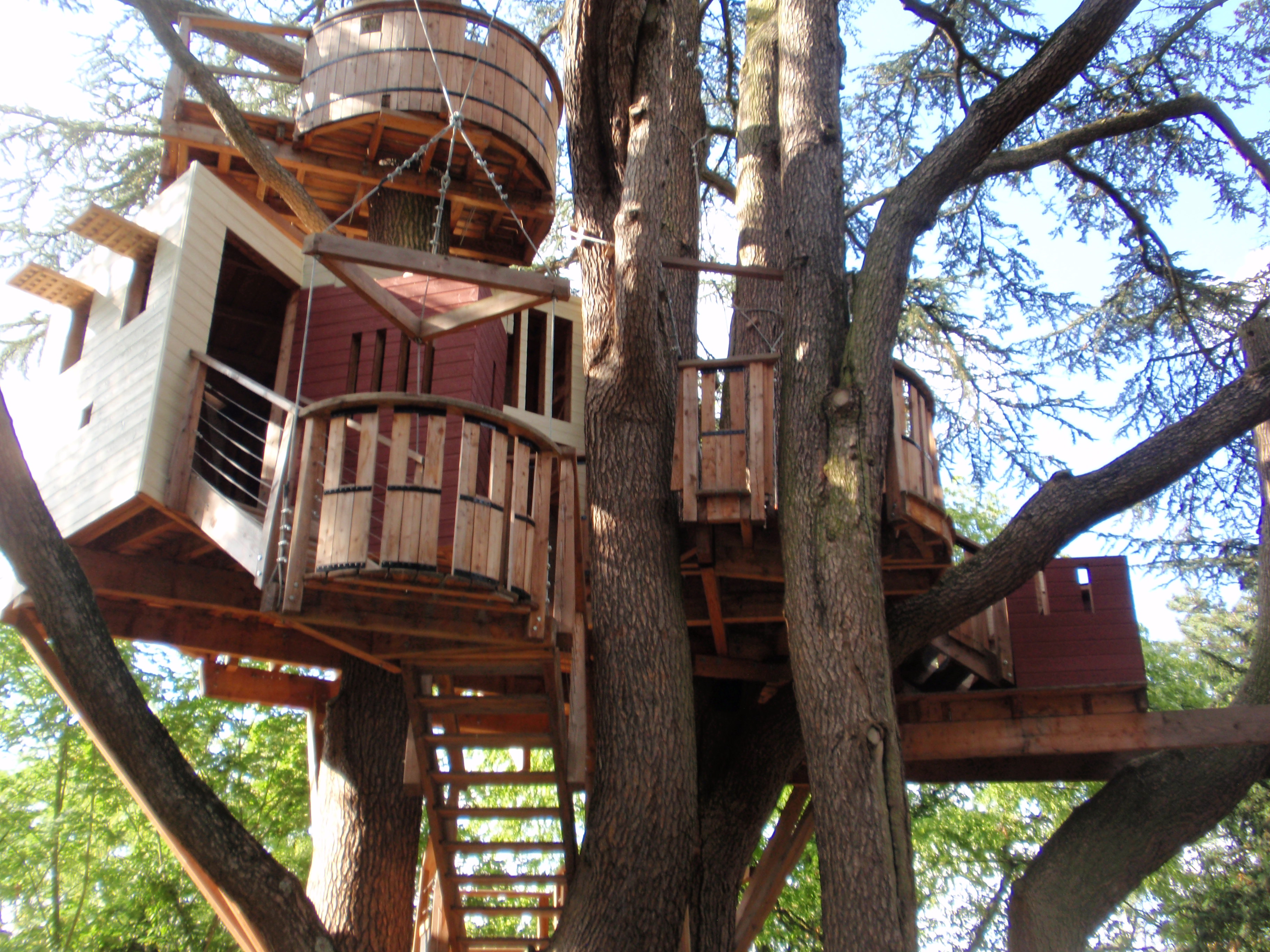
Một ngôi nhà trên cây trong công viên của Lâu đài Langeais tại Thung lũng Loire, Pháp

Nhà trên cây là một cấu trúc được xây dựng trên thân hoặc cành của cây, thường nằm trên cao so với mặt đất. Nhà trên cây có thể dùng để chơi, làm việc, sinh sống, hoặc chỉ để thư giãn và quan sát cảnh vật. Để di chuyển lên xuống, người ta thường dùng thang hoặc cầu thang.

## Sự phổ biến
Từ những năm 1990, nhà trên cây cho mục đích giải trí đã trở nên phổ biến ở Mỹ và châu Âu. Nguyên nhân do thu nhập của mọi người tăng lên, công nghệ xây dựng cải tiến và sự quan tâm đến việc sống gần gũi với thiên nhiên. Nhiều kênh truyền thông và chương trình truyền hình cũng đã góp phần quảng bá về nhà trên cây.
Do nhu cầu ngày càng tăng, nhiều doanh nghiệp chuyên thiết kế và xây dựng nhà trên cây đã xuất hiện. Có hơn 30 công ty ở châu Âu và Mỹ chuyên về xây dựng từ nhà chơi cho trẻ em đến các ngôi nhà trên cây đầy đủ tiện nghi.